# Gambassi Terme
Gambassi Terme település Olaszországban, Toszkána régióban, Firenze megyében. Lakosainak száma 4839 fő (2023. január 1.). Gambassi Terme Certaldo, San Gimignano, Castelfiorentino, Montaione és Volterra községekkel határos.

## Népesség
A település lakossága az elmúlt években az alábbi módon változott:
| Lakosok száma | 4860 | 4860 | 4839 |
|               | 2013 | 2018 | 2023 |